# L'Art de la mode
L'Art de la mode, devenu L'Art et la mode, est un magazine français de mode, fondé en 1880 et disparu en 1972.

## Histoire du support

### L'Art de la mode(1880-1882)

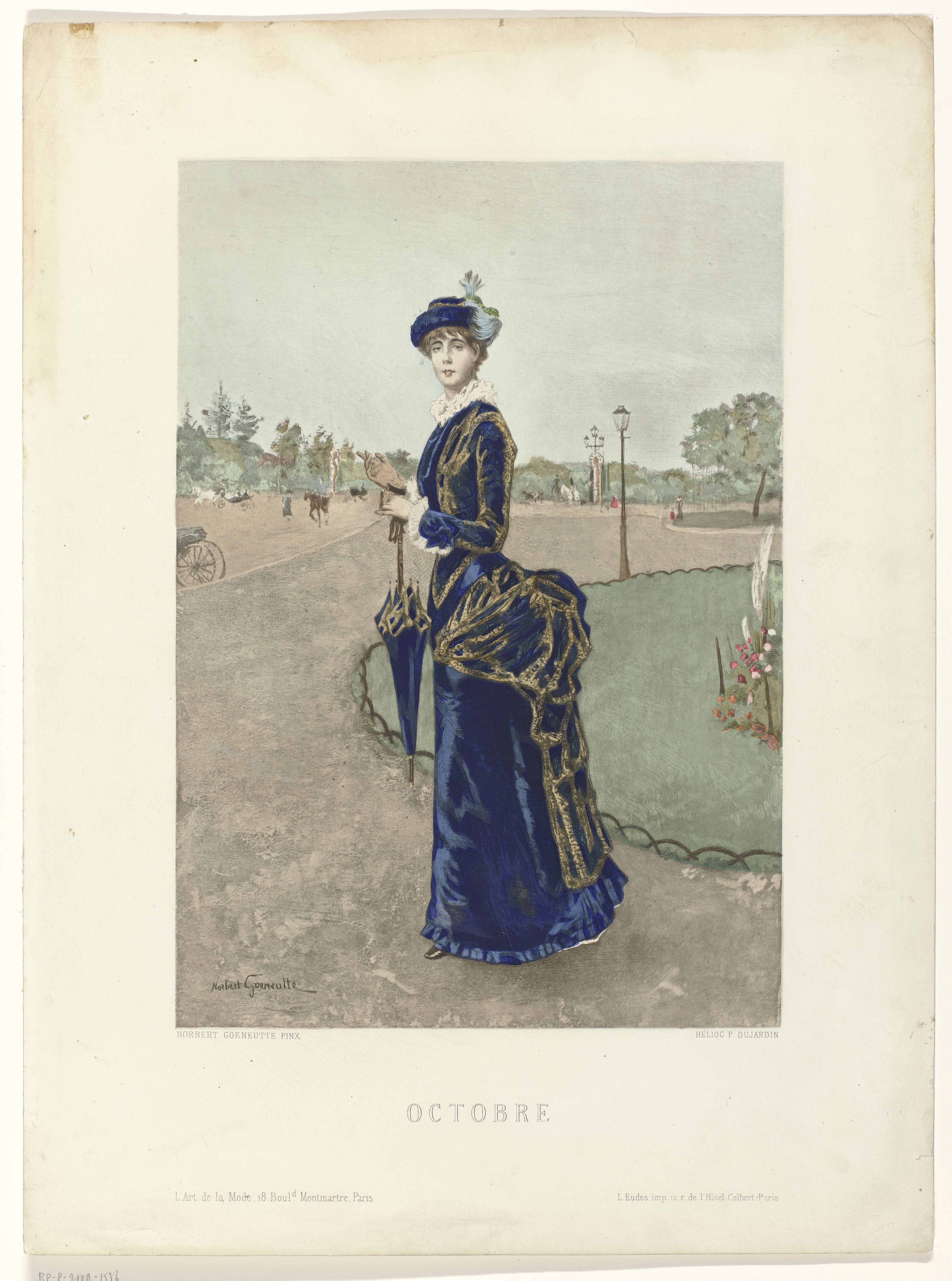
Une des planches illustrées par Gœneutte, livraison d'octobre 1880 (Fonds Rijksmuseum).

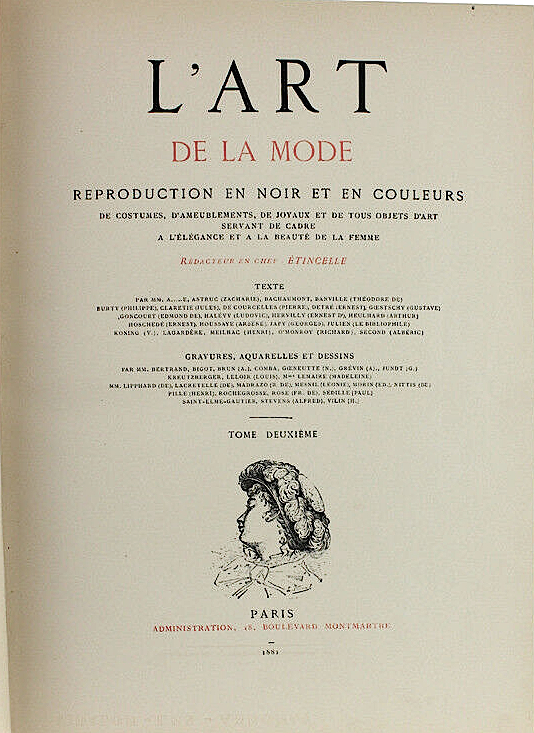
Page de titre du volume 2 de la parution en volume, première année, avec sommaire (juillet 1881).

En août 1880 est annoncé à Paris la parution d'une revue luxueuse de 24 pages intitulée L'Art et la mode, revue mensuelle de l'élégance : le projet est initié par Ernest Hoschedé avec la complicité de l'illustrateur Henri de Montaut (qui signera H. de Hem) et de l'écrivaine Marie Biard dite « Étincelle », qui fut la première rédactrice en chef. L'administrateur-gérant est Jules Luquet, l'ancien associé d'Alfred Cadart. Le prix à l'année est de cent francs.
La publication se présente sous la forme de cahiers mensualisés et numérotés, contenant des reproductions de dessins originaux, vignettes à la plume, et hors-textes en couleurs, ainsi que des textes, le tout mettant en valeur le vêtement féminin et la mode, élevée ici au rang des beaux-arts. La première série de planches de 12 livraisons qui prend fin en juillet 1881 fait appel à des artistes comme Alexandre Jean-Baptiste Brun, Georges Ferdinand Bigot, Clermont-Gallerande, Giuseppe De Nittis, Ernest Ange Duez, Alfred Grévin, Norbert Gœneutte, Charles Kreutzberger, Madeleine Lemaire, Louis Leloir, Ricardo de Madrazo, Léonie Mesnil, Edmond Morin, Henri Pille, Georges-Antoine Rochegrosse, Saint-Elme Gautier, Paul Sédille, Alfred Stevens... Les silhouettes proprement dites sont conçues par F. de Rore [ou Rose ?]. Les textes, outre ceux d'Étincelle, sont signés Théodore de Banville, Philippe Burty, Edmond de Goncourt, Ludovic Halévy, Arsène Houssaye, Henri Meilhac, René Langlois, Aurélien Scholl. La rédaction s'est installée au 18 du boulevard Montmartre, dans un immeuble portant sur sa façade la marque du périodique,.
La deuxième livraison à compter de la rentrée 1881 prend place dans de nouveaux bureaux situés rue Gluck, et implique d'autres artistes comme Pierre-Marie Beyle, John-Lewis Brown, Édouard Detaille, Auguste Renoir... De nouvelles plumes apparaissent comme celles de Ernest Chesneau, Jules Clarétie, Albéric Second, Armand Silvestre. Les vignettes sont signées Mars. Ernest Hoschedé s'est adjoint à la direction l'expertise du commissaire-priseur Charles Oudard.
De septembre à novembre 1882, la parution est suspendue : elle va reprendre sous un titre légèrement modifié. Durant cet intervalle, est annoncée pour le 10 et 11 novembre 1882 la vente aux enchères de 400 dessins originaux publiés dans la dite revue.

### L'Art et la mode(1882-1889)

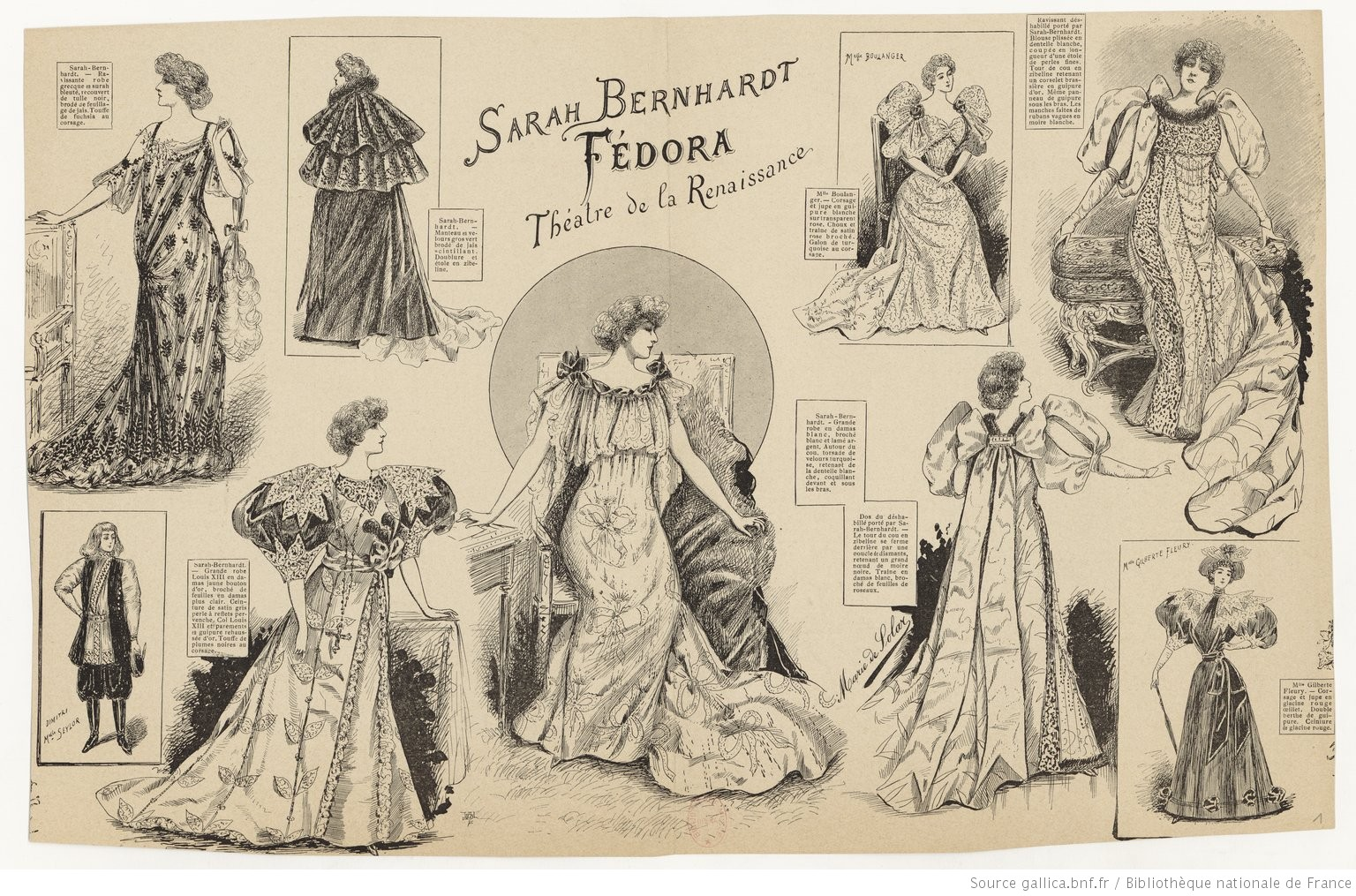
Sarah Bernhardt et ses costumes de scène, dessin de Marie de Solar (1894, BNF).

Pour des raisons que l'on ignore, peut-être liées à un dépôt de bilan, le magazine change de nom et d'adresse. Devenu L'Art et la mode, journal de la vie mondaine, il passe sous la direction de Henri de Montaut. Le siège se trouve au 8 de la rue Halévy. Il s'intitule parfois le « journal de la mode en toutes choses », ou encore la « revue mensuelle de l'élégance ». Montaut dirige ce support jusqu'à sa mort en 1889. Il fait appel à Ferdinand Bac pour concevoir la page de titre dans une composition intitulée « L'art empêchant la mode de suivre la folie ». S'y distinguent des dessinateurs comme Maurice Marais avec des silhouettes amusantes.
Durant l'été [?] 1887, Stéphane Mallarmé y publie des poèmes en prose dont La Déclaration foraine.

### L'Art et la mode(1890-1922)

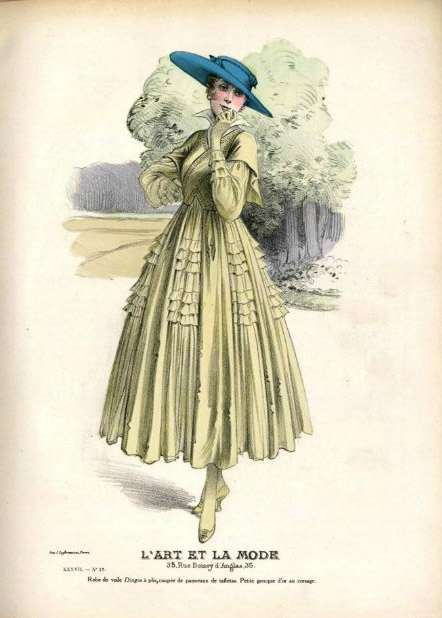
Robe de voile, crinoline et taffetas (avril 1916).

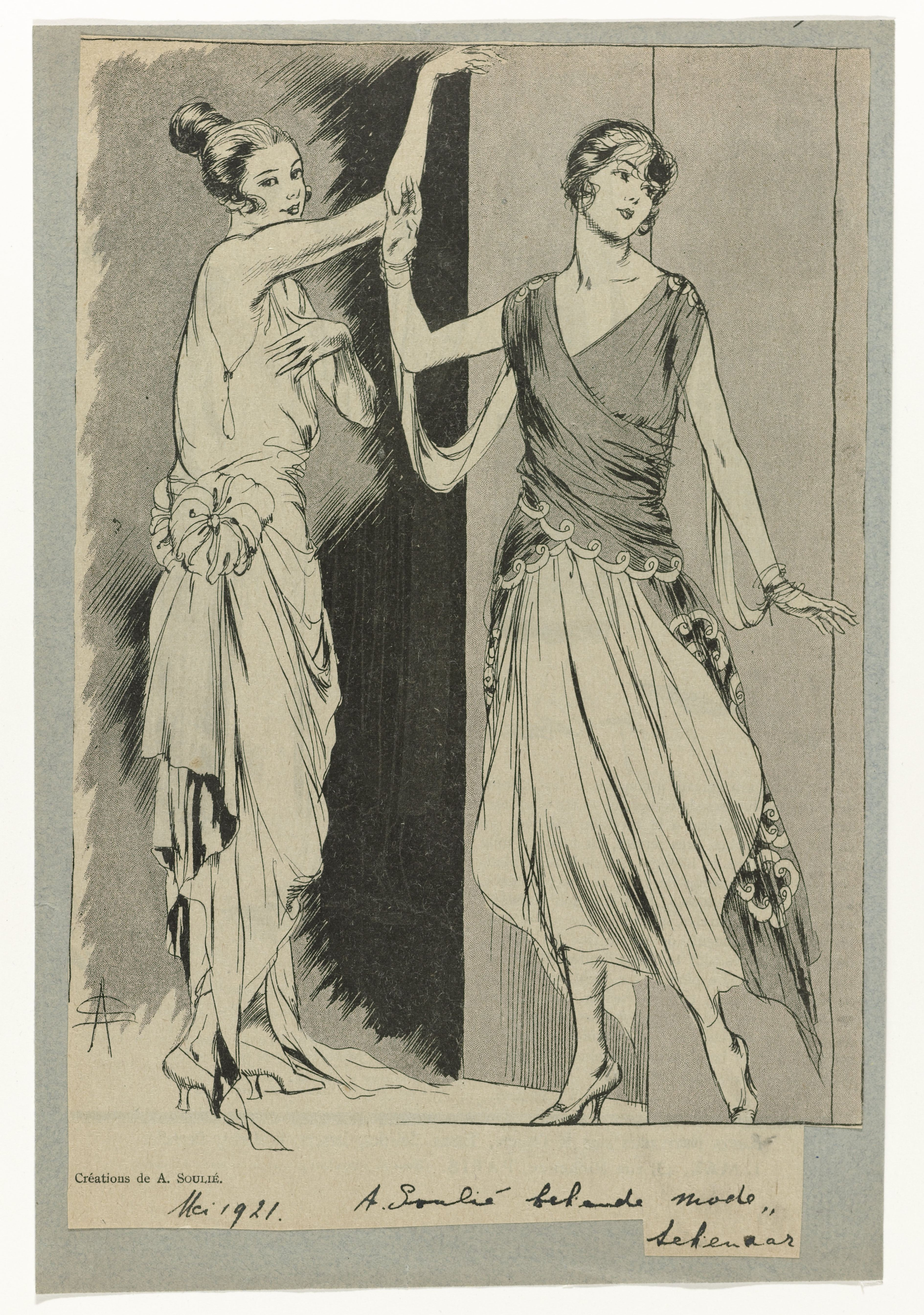
Composition d'A. Soulié (1921, fonds Rijksmuseum).

Après Montaut, c'est Charles Chantel qui en prend la direction ; vers 1907, le siège déménage au 35 de la rue Boissy-d'Anglas,. En 1903, le Gil Blas annonce offrir à ses lectrices le remboursement de leur abonnement à L'Art et la mode, à savoir 60 francs par an et donne la liste des collaborateurs à ce magazine : on note entre autres les noms de Louise Abbema, Madeleine Lemaire, Alfons Mucha, Henri Fantin-Latour pour les peintres, et de Georges Ohnet, Marcel Prévost ou encore Pierre Maël pour les contributions écrites. Couvertures, vignettes et mise en page des différents modèles de couturiers était assurées dans les années 1910-1920 par A. Soulié ; d'autres, plus rarement, par Mathilde Chigot, la fille du peintre Eugène Chigot.
La parution est suspendue de septembre 1914 à février 1915. Par la suite, Charles Chantel cède, en 1922, la direction à son beau-fils, le graphiste Geo Dorival, qui abandonne l'affiche pour se consacrer entièrement à cette activité. 
Curieusement, un titre mensuel quasi-homonyme et libellé en français, L'Art de la mode, commence à paraître dans les années 1890 à New York sous les presses de la Morse-Broughton Company qui fusionne avec Le Charme en octobre 1897 ; d'éventuels liens d'affaires entre le titre parisien et celui-ci restent hypothétiques.

### L'Art et la mode, fin
Toujours mensuel, devenu, au tournant des années 1930, un magazine de prestige contenant de nombreuses reproductions photographiques en couleurs, il se veut le « regroupement des documents officiels de la haute couture et de la haute mode à Paris ». Fin 1940, sous l'Occupation, la presse de mode doit se plier aux exigences de Berlin ; la plupart des photographies sont commissionnées en Allemagne, tandis que les abonnements américains, fort nombreux, continuent d'être honorés. En dépit de la présence du crayon de Roger Rouffiange, les croquis et dessins de Bernard Blossac, Jean Bosc ou Jean Demachy, se font plus rares. Concurrent de L'Officiel de la mode (fondé en 1921), le mensuel, qui coûte 500 francs par numéro en 1950, affiche une régularité de parution jusqu'en 1972, date à laquelle il disparaît. La dernière direction fut assurée par Denise Rigaut (1901-1968), entrée au journal en 1933 pour s'occuper de la publicité ; elle y rencontre le photographe Georges Saad, fondateur d'une agence et l'épouse en 1940,. Au début des années 1950, la signature du jeune photographe Richard Avedon se remarque. Denise et Georges Saad gèrent le magazine jusqu'en 1968.
En 2013, les éditions Jalou rachètent les archives du magazine, les numérisent et les mettent en ligne.